# Jean-Jacques von Allmen
Jean-Jacques von Allmen (* 29. Juli 1917 in Lausanne; † 17. Dezember 1994 in Neuenburg) war ein Schweizer evangelischer Geistlicher und Hochschullehrer.

## Leben

### Familie
Jean-Jacques von Allmen war der Sohn des Chemikers Samuel-Louis von Allmen und dessen Ehefrau Hélène (geb. Roch).
Er war mit Alice, Tochter von Maurice-Emile Tissot-Daguette, verheiratet.

### Ausbildung
Jean-Jacques von Allmen besuchte das Gymnasium (heute: Gymnasium am Münsterplatz) in Basel und immatrikulierte sich 1936 zu einem Theologiestudium an der Freien Fakultät der Universität Lausanne; er setzte das Studium an der Universität Basel fort und beendete es 1941 an der Universität Neuenburg; 1948 erfolgte seine Promotion.

### Werdegang
1941 wurde Jean-Jacques von Allmen ordiniert und war als Pfarrer der Landeskirche in Boudevilliers tätig, bevor er 1941 erst Vikar in Neuenburg und noch im gleichen Jahr Vikar in Dombresson wurde. Von 1942 bis 1943 war er Pfarrer der deutschen Kirchgemeinde Vignoble und Val-de-Travers und von 1943 bis 1945 Pfarrer in Les Ponts-de-Martel. 1946 wurde er Sekretär des Verlags Delachaux & Niestlé in Lausanne und von 1947 bis 1948 war er erneut Pfarrer in Neuenburg, bevor er von 1948 bis 1954 Pfarrer in Luzern und von 1954 bis 1958 in Lignières war.
1958 erfolgte seine Ernennung zum Professor für Praktische Theologie an der Universität Neuenburg, bis er 1980 emeritiert wurde; in dieser Zeit war er von 1972 bis 1974 Professor und Leiter des  Ecumenical Institute in Tantur, das 1972 als internationales ökumenisches Institut für fortgeschrittene theologische Forschung in Jerusalem gegründet worden war.

## Ehrungen und Auszeichnungen
Jean-Jacques von Allmen wurde jeweils von der Universität Strassburg, Aberdeen und Klausenburg zum Dr. h. c. ernannt. 

## Schriften (Auswahl)
- Jean-Jacques von Allmen; Rudolf Pfisterer: Diener sind wir: Auftrag und Existenz des Pfarrers. Stuttgart 1958.
- Vocabulary of the Bible. Cambridge 1958.
- The Lord's Supper. Cambridge 1966.
- Geistliches Amt und Laientum. Basel, F. Reinhardt, 1966.
- Gedanken zur dogmatischen Konstitution über die Kirche "Lumen Gentium". Zürich 1968.
- Ökumene im Herrenmahl. Kassel, Johannes-Stauda-Verlag 1968.
- Jean-Jacques von Allmen; Herbert Goltzen: Ökumene im Herrenmahl. Kassel: J. Stauda, 1968.
- Jean-Jacques von Allmen; Heinrich Stirnimann: Christliche Ehe und getrennte Kirchen: Dokumente, Studien, internationale Bibliographie. Freiburg, Paulusverl., 1968.